# 2015 dans l'enseignement
Cet article présente les faits marquants de l'année 2015 dans l'enseignement.

## Décès

### Janvier
- 4 janvier : Edmund Wnuk-Lipiński, Sociologue, professeur et écrivain polonais.
- 19 janvier : Karl H. Pribram, Professeur américain de médecine et de psychologie.

### Février
- 1er février : Victor Sarfati, Peintre et professeur de peinture tunisien.
- 13 février : Miklós Takács, Professeur hongro-canadien de musique classique, chef d'orchestre et de chœur.
- 24 février : Jean Savatier, Juriste et professeur de droit social français.
- 27 février : Anna Szatkowska, Écrivaine et professeure polonaise.

### Mars
- 3 mars : Louis Terreaux, Professeur émérite des universités et historien français.
- 11 mars : Martin Henriksson Holmdahl, Professeur d'anesthésiologie suédois.
- 14 mars : William Francis Mackey, Professeur et linguiste canadien.
- 22 mars : Lise Enjalbert, Professeure de virologie, peintre et historienne française.

### Avril
- 12 avril : Claude Lanthier, Ingénieur, professeur et ex-politicien fédéral québécois.

### Mai
- 24 mai : Abraham Pincas, Peintre, chercheur, écrivain, professeur et voyageur bulgaro-franco-israélien.

### Juin
- 1er juin : Jacques Parizeau, Professeur d'économie et homme politique québécois.

### Juillet
- 8 juillet : Walter Van Gerven, Avocat, professeur et juriste belge.
- 11 juillet : Philippe Neau-Leduc, Enseignant et avocat français, professeur de droit privé.
- 15 juillet : Fred Wendorf, Essayiste et archéologue américain, professeur émérite.
- 17 juillet : Owen Chadwick, Professeur, écrivain et historien du christianisme britannique.

### Août
- 22 août : Tatu Vanhanen, Docteur en philosophie finlandais, professeur émérite de science politique.

### Septembre
- 13 septembre : Carl Schorske, Historien et professeur émérite américain.

### Octobre
- 8 octobre : István Nemeskürty, Écrivain, scénariste, producteur de cinéma et professeur d'université hongrois.
- 20 octobre : Gilles Marcotte, Écrivain, professeur émérite, journaliste et critique littéraire québécois.

### Novembre
- 15 novembre : Sid-Ahmed Serri, Musicien, professeur de musique et chanteur algérien.
- 18 novembre : Daniel Ferro, Chanteur, artiste lyrique et professeur de musique américain.